# Alberta Act
Alberta Act var den kanadensiska parlamentsakt 1905, vilken från den 1 september det året upprättade den kanadensiska provinsen Alberta. Alberta bröts därmed loss ur Northwest Territories.

### Fotnoter
1. ↑  ”Alberta and Alberta (1905)” (på engelska). Library and Archives Canada. Arkiverad från originalet den 23 juni 2016. https://web.archive.org/web/20160623074841/http://www.bac-lac.gc.ca/eng/discover/politics-government/canadian-confederation/Pages/alberta-saskatchewan-1905.aspx. Läst 10 november 2015.
2. ↑  ”Alberta” (på engelska). World Statesmen. http://www.worldstatesmen.org/Canada_Provinces_A-O.html#Alberta. Läst 10 november 2015.